# ピクチャレスク
ピクチャレスク（英: Picturesque）は、ウィリアム・ギルピンの『主としてピクチャレスク美に関してワイ川および南ウェールズの幾つかの地形その他の1770年夏になされた観察』によって、1782年に初めてイギリスに文化的な議論として導入された審美上の理念である。この書は「ピクチャレスク美の規則に従ってある地方の表情」を吟味する、余暇旅行者を教化した実用本だった。ゴシックやケルト主義といった審美的文化的陣営とともに、ピクチャレスクは、18世紀に新たに出現しつつあったロマン主義的感性の一部をなしていた。

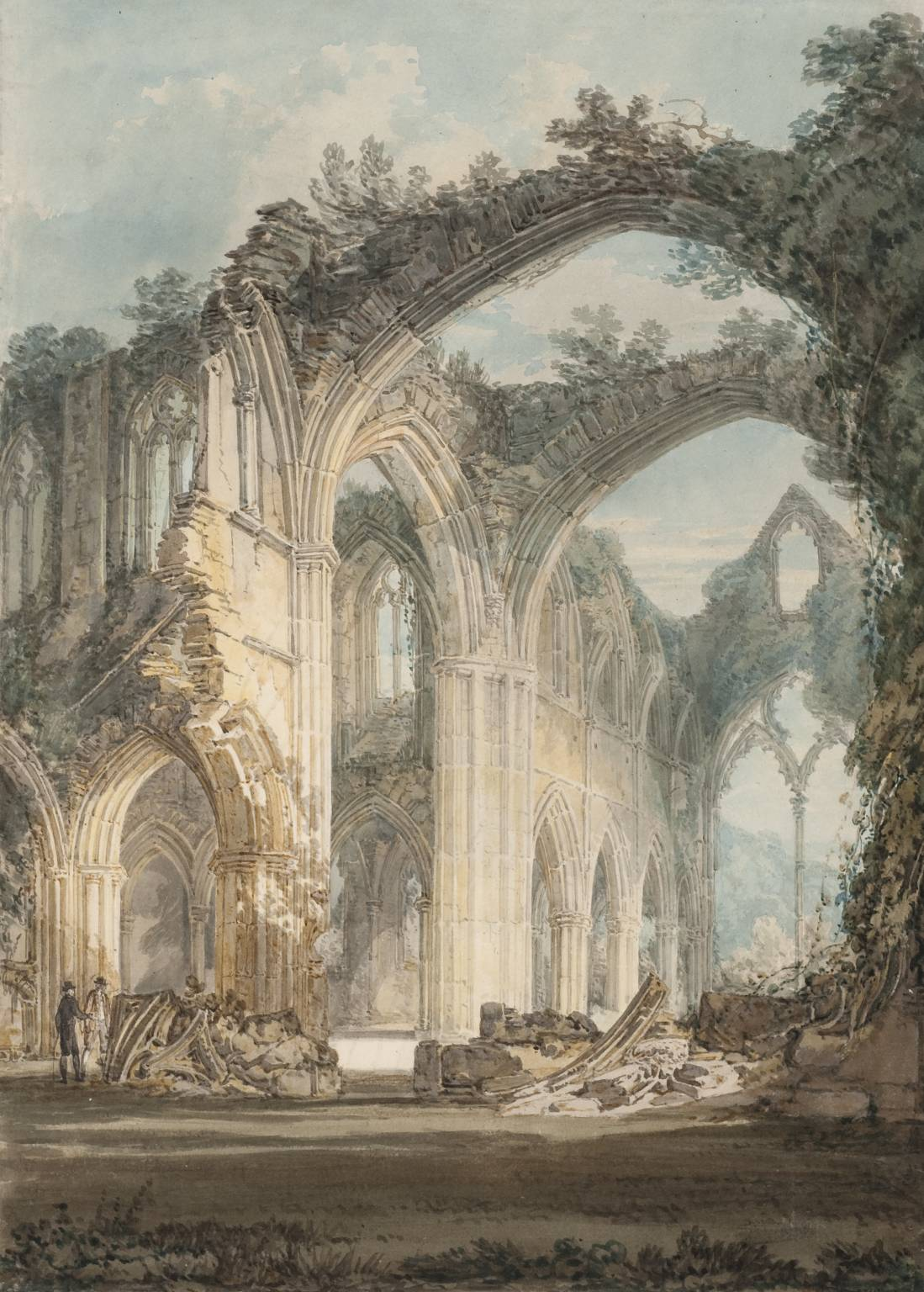
修道院廃墟の美。The Chancel and Crossing of Tintern Abbey, Looking towards the East Window 、J. M. W. ターナー、1794年

ギルピンの書名が示唆するように、ピクチャレスクは、他の二つの審美理念との関係において説明を要するものである。その二つとは「美」と「崇高」である。既に18世紀も残り3分の1となる頃には、審美に関する啓蒙主義、合理主義の理念は、美と崇高の経験を非・合理的（本能的）なものとして見ることで、疑問視されつつあった。審美経験は単純な合理判断ではなく - 人は魅力的な曲線形態を見て、それを美しいと判断するわけではない - むしろそれは人の基本本能の問題であり、自然とやってくるものなのである。
1757年の『美と崇高の理念の起源に関する哲学的考察』においてエドマンド・バークは、柔らかで穏やかな曲線は男性の性的欲望に訴え、一方で崇高な恐怖はわれわれの自己防御の欲望に訴えると考えられる、と述べた 。美と崇高という、合理的に理念化された状態のあいだの存在の可能性を示しつつ、なおかつこの美と崇高という対立理念の調停者として、ピクチャレスクは登場した。トーマス・グレイが1765年にスコットランド・ハイランド地方について書いたように、「この山々は恍惚とさせる…それ以外の何ものでもない…かくなる恐怖にかくなる美がいかに結合するかを、神は知りたまう」。

## 建築
上述のピクチャレスクを巡る言説に影響を受け、18世紀初期から主流となっていた新古典主義建築に対する反発もあって、18世紀後期から19世紀初期にかけて、ピクチャレスクな建築・造園が流行った。ピクチャレスクを得意とした建築・造園家にウィリアム・ケント、ジョン・ナッシュらがいる。ピクチャレスクはある特定の建築様式を指す言葉ではないが、一般に、自由な構成、不規則性、荒々しさ、想像性、幻想性、多様性、折衷主義などを特徴とするものを指す。